# ناتاشا هیند
ناتاشا هیند (به انگلیسی: Natasha Hind) (زادهٔ ۲۱ اوت ۱۹۸۹) شناگر اهل نیوزیلند است.